# جنگل (فیلم ۲۰۱۶)
جنگل (به انگلیسی: The Forest) فیلمی آمریکایی بریتانیایی در ژانر ماوراء طبیعی و ترسناک، به کارگردانی جیسون زادا و نویسندگی بن کِتای، نیک آنتسکا و سارا کورنوِل است. این فیلم در ۸ ژانویه ۲۰۱۶ در آمریکا اکران عمومی شد.

## داستان
قسمت عمدهٔ داستان در جنگل آئوکیگاهارا در شمال غربی کوه فوجی در ژاپن که به مکانی برای خودکشی معروف است فیلم‌برداری شده‌است.
سارا پرایس (ناتالی دورمر)، یک زن جوان آمریکایی، تماسی از پلیس ژاپن مبنی بر مردن خواهرش جِس در جنگل آئوکیگاهارا دریافت می‌کند. با وجود هشدارهای نامزدش، پیتر، (جیمز اوِن) سارا به هتل محل اقامت خواهرش در ژاپن می‌رود.

## بازیگران[۳]
- ناتالی دورمر در نقش سارا و جِس پرایس
- تیلور کینی در نقش آیدِن
- ایئوین مک‌کین در نقش راب
- جیمز اوِن در نقش پیتر